# Eshagh Khan Mofakhamed-Dovleh

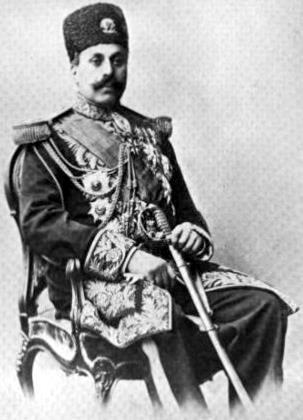
Eshagh Khan Mofakhamed-Dovleh

Eshagh Khan Mofakhamed-Dovleh (* 1870 in Choi; † 20. Jahrhundert) war ein persischer Diplomat.

## Leben
Im Jahr 1885 wurde Eshagh Khan Mofakhamed-Dovleh zum Ambassador at Large für Amerika ernannt und zum Río de la Plata entsandt. Am 20. Mai 1903 war er in Buenos Aires und unterzeichnete für den Schahinschah Mozaffar ad-Din Schah mit Julio Argentino Roca ein Abkommen. Von 1889 bis 1903 war er persischer Botschafter in Washington, D.C. In Wien war er von 1907 bis 1909 kaiserlicher, persischer, außerordentlicher Gesandter und bevollmächtigter Minister.
Zur Zeit der Februarrevolution 1917 war er in Sankt Petersburg akkreditiert. Am 8. Märzjul. / 21. März 1917greg. sandte er ein Telegramm nach Teheran, in dem er davon berichtete, dass Zar Nikolaus II. und Alix von Hessen-Darmstadt in Zarskoje Selo gefangen gehalten werden.